# Église Sainte-Marie-de-Sion
Cette page contient des caractères éthiopiques. En cas de problème, consultez Aide:Unicode ou testez votre navigateur.
L’église Sainte-Marie-de-Sion (en amharique : ርዕሰ አድባራት ቅድስተ ቅዱሳን ድንግል ማሪያም ፅዮን, « Re-ese Adbarat Kidiste Kidusan Dingel Maryam Ts’iyon ») est la plus importante église d'Éthiopie, située dans la ville d'Aksoum, dans la province du Tigré.
Initialement bâtie au cours du IVe siècle pendant le règne d'Ezana, premier empereur chrétien de l'Éthiopie, l'église a depuis été reconstruite plusieurs fois par Negus Gelawdéwos d'Éthiopie et enfin par Negus Fasiladas d'Éthiopie.
Selon la tradition elle abriterait l'Arche d'alliance qui aurait été volée par le roi Ménélik Ier. 

## Historique

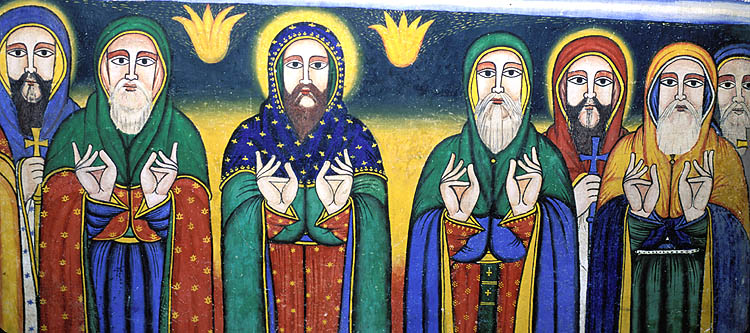
Les Neuf Saints (7 sur la photo) sur une fresque de l'église Sainte-Marie-de-Sion, à Aksoum.

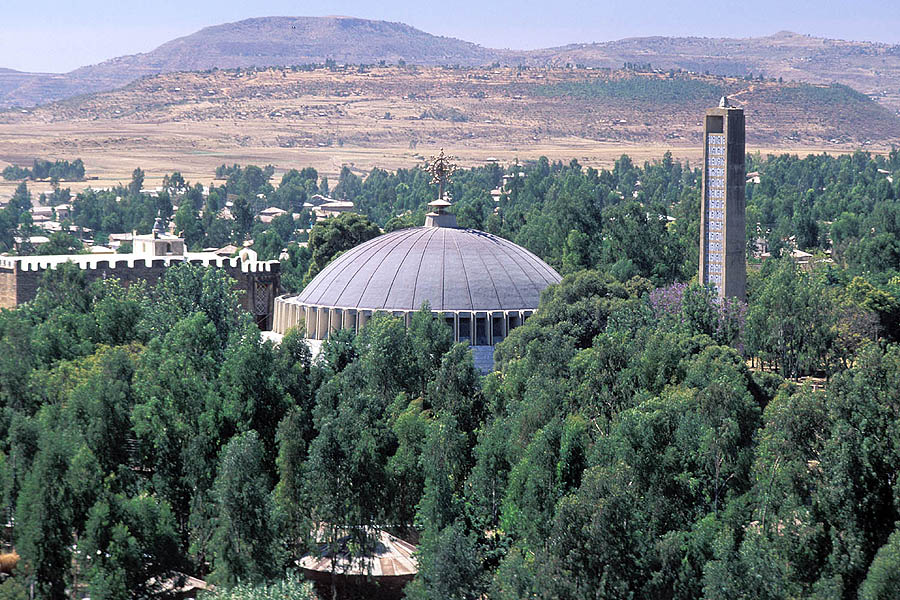
Nouvelle église Maryam Seyon (Sainte-Marie-de-Sion), édifiée par Haïlé Sélassié Ier dans les années 1950.

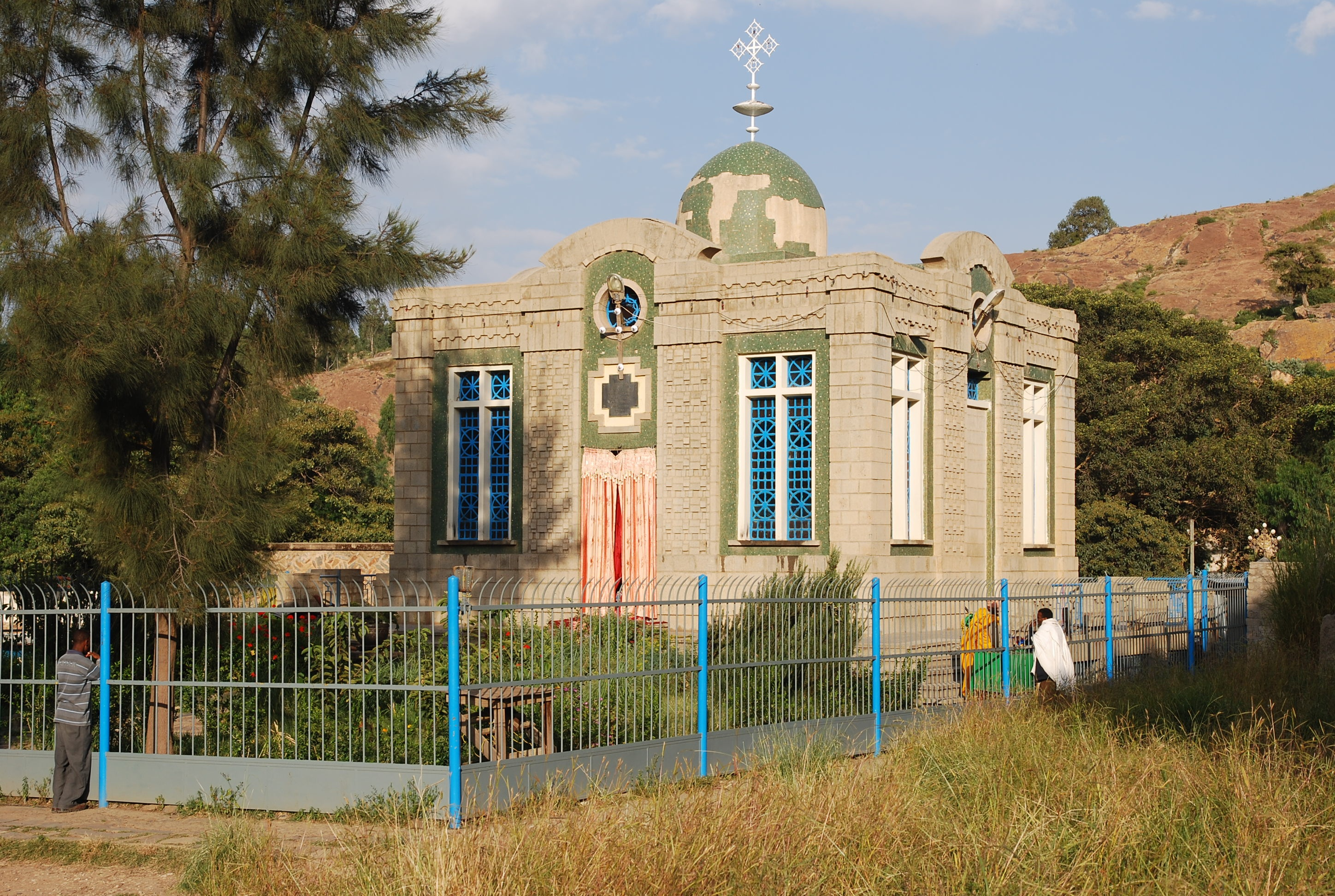
Chapelle de l'Arche d'Alliance, dans l'enclos de l'église Sainte-Marie-de-Sion à Aksoum.

Depuis sa fondation pendant l'épiscopat de Frumence (connu en Éthiopie sous le nom d'Abune Selama Kesatay Birhan ou « Notre Père de la paix le révélateur de la lumière »), l'église Sainte-Marie-de-Sion a été détruite et reconstruite au moins deux fois. Elle a probablement été une première fois détruite sous le règne de la reine Gudit au Xe siècle. La deuxième destruction avérée eut lieu au XVIe siècle des mains de Ahmed Ibn Ibrahim Al-Ghazi, après quoi elle a été reconstruite par l'empereur Gelawdéwos, puis encore reconstruite et agrandie par Fasiladas au XVIIe siècle.
Sainte-Marie-de-Sion était le lieu traditionnel où les empereurs éthiopiens venaient pour être couronnés et désignés par le titre de « Atse ». 
Au début de 1936, l'église est grandement endommagée par les bombardements italiens, lors de la seconde guerre italo-éthiopienne. Les militaires italiens la pillèrent aussi.  
L'empereur Haïlé Sélassié Ier construit une nouvelle cathédrale moderne (inaugurée en 1964), ouverte aux hommes et aux femmes à côté de l'ancienne cathédrale de Sainte-Marie-de-Sion. L'ancienne église reste accessible uniquement aux hommes. Marie, symbolisée par l'Arche d'alliance qui reposerait dans la chapelle de l'église, est la seule femme autorisée dans son enceinte.
L'église est un important centre de pèlerinage pour les chrétiens orthodoxes éthiopiens, en particulier au cours de l'un des plus grands festivals d'Éthiopie, le Festival Maryam Zion, se déroulant tous les 30 novembre (correspondant au 21 Hidar selon le calendrier éthiopien).

## L'Arche d'alliance
Sainte-Marie-de-Sion prétend conserver l'Arche d'alliance. Selon les récits, l'Arche a été déplacée à la chapelle de la tablette à côté de l'ancienne église, car une « chaleur divine » provenant des tablettes aurait fissuré les pierres de son sanctuaire précédent. L'épouse de l'empereur Hailé Sélassié, l'impératrice Menen Asfaw, a payé pour la construction de la nouvelle chapelle.
La tradition consignée au Kebra Nagast (« la gloire des rois », récit épique du XIVe siècle qui rassemble des légendes populaires éthiopiennes, des traditions bibliques, talmudiques et coraniques, les associant en une mission divine de salut) fait des rois éthiopiens des descendants du roi Salomon. Selon la légende, la reine de Saba serait retournée enceinte dans son royaume et son fils, Ménélik, premier empereur d’Éthiopie, serait le fils de Salomon. La légende précise que le jeune prince est éduqué à Jérusalem pour s’imprégner de la sagesse de son père et y est consacré roi de l'Éthiopie par le grand-prêtre du Temple Sadoq. Azaria, le fils de Sadoq, fait faire une copie de l'Arche et emporte avec lui cette copie en Éthiopie. Selon une autre tradition répandue à Aksoum, Ménélik et ses compagnons, conduits par Azaria, auraient volé la vraie Arche dans le Temple de Jérusalem, et protégés par une tempête empêchant les Juifs de les poursuivre, l'auraient amené à Aksoum. Selon la théorie pseudo-scientifique du journaliste Graham Hancock, l'Arche aurait été transportée à Éléphantine (où existait une colonie juive qui avait son propre temple consacré à YHWH) par des Lévites pour la sauver du roi horrible Manassé. Ce temple ayant été détruit vers -400, les prêtres l'auraient amenée à Aksoum.
Seul le moine gardien peut voir l'arche, en conformité avec les récits bibliques affirmant que le spectacle de l'Arche, qui serait insupportablement radieuse, tue le commun des mortels. Ce manque d'accessibilité et des questions sur la légende dans son ensemble ont conduit les chercheurs étrangers à exprimer des doutes quant à sa véracité. Le gardien de l'arche est nommé à vie par son prédécesseur avant la mort de celui-ci. Si le gardien titulaire meurt sans nommer un successeur, alors les moines du monastère élisent un nouveau gardien. Le gardien est alors confiné à la chapelle de l'Arche d'alliance pour le reste de sa vie, sans possibilité d'en sortir, pour y prier et brûler de l'encens. L'actuel gardien de la chapelle se nomme Abba Tesfa Mariam, il est le trentième d'une longue lignée de gardiens et lui seul peut nommer le prochain gardien.
Lors de certaines fêtes religieuses (notamment l'Épiphanie), des répliques des tables de la Loi, les tabots, sont sorties des églises éthiopiennes. Enveloppées de tissus précieux, elles sont portées sur la tête d'un prêtre en procession autour du sanctuaire.